# Paramphisopus montanus
Paramphisopus montanus is een pissebed uit de familie Amphisopidae. De wetenschappelijke naam van de soort is voor het eerst geldig gepubliceerd in 1943 door Nicholls.